# Henrikskyrkan, Åbo
Henrikskyrkan är en kyrka i Åbo i Egentliga Finland. Den tillhör Evangelisk-lutherska kyrkan i Finland. 
Henrikskyrkan byggdes för Henriks församling, som grundades 1963. Arkitekterna Pekka Pitkänen, Ola Laiho och Ilpo Raunio från Åbo ritade kyrkan. Den invigdes 1980 av ärkebiskop Mikko Juva och har namn efter Finlands skyddshelgon S:t Henrik.

## Kyrkbyggnaden
Kyrksalen i Henrikskyrkan rymmer 450 personer. Dessutom finns det en församlingssal i anknytning till kyrksalen. 
Henrikskyrkan präglas av den allaktivitetslinje som är en nödvändighet för modern församlingsverksamhet.
Ur den öppna förhallen kan besökaren stiga direkt in i olika rum: församlingssalen, kyrksalen, mötes- och verksamhetsrum, kök och arbetsrum eller gå till nedre våningen. Kyrkan är avsedd att vara så lättillgänglig som möjligt. Byggnaden signalerar att alla är välkomna.

## Inventarier
Kyrkans mekaniska orgel med två klaviaturer och 25 stämmor är byggd av Kangasala orgelfabrik Ab år 1981.